# Neisseria zalophi
Neisseria zalophi – gatunek Gram-ujemnej bakterii zasiedlający jamę ustną uszanki kalifornijskiej. Bakteria ta tworzy coccobacilli o długości 0,5–0,8 mikrometra, a także sporadycznie dwoinki. N. zalophi wytwarza katalazę oraz redukuje azotany do azotynów. Nie fermentuje węglowodanów takich jak glukoza, maltoza, sacharoza czy fruktoza. Tworzy szare kolonie o średnicy 1–2 mm, które nie wykazują aktywności hemolitycznej na agarze z krwią. N. zalophi jest blisko spokrewniona z Neisseria canis, N. zoodegmatis, N. animaloris oraz N. dumasiana.  